# Anahamulina
Anahamulina – rodzaj głowonogów z podgromady amonitów.
Żył w okresie kredy (hoteryw - barrem).